# Розиан
Розиан (нем. Rosian) — община в Германии, в земле Саксония-Анхальт. 
Входит в состав района Анхальт-Цербст. Подчиняется управлению Эльбе-Эле-Нуте.  Население составляет 590 человек (на 31 декабря 2006 года). Занимает площадь 29,50 км².